# Mesopolobus longicollis
Mesopolobus longicollis är en stekelart som beskrevs av Graham 1969. Mesopolobus longicollis ingår i släktet Mesopolobus och familjen puppglanssteklar.
Artens utbredningsområde är:
- Tyskland.
- Nederländerna.
- Spanien.
- Sverige.

Arten är reproducerande i Sverige. Inga underarter finns listade i Catalogue of Life.